# Probstmayria vivipara
Probstmayria vivipara ist ein Parasit des Colons bei Pferden. Eine Besonderheit dieses Parasiten ist, dass er über viele Generationen im Darm eines Tieres verbleibt. Der Parasit wurde erstmals 1865 vom Münchener Professor für Tierpathologie an der Ludwig-Maximilians-Universität München Wilhelm Probstmayr beschrieben. Der Parasit gilt als wenig bis nicht krankheitsauslösend. Selbst bei einem Befall mit Millionen von Würmern treten keine Krankheitserscheinungen auf.

## Merkmale und Entwicklungszyklus
Adulte sind 2 bis 3 mm lang und haben einen langen, fadenförmigen Schwanz. Die Mundöffnung wird von sechs Lippen umgeben. Die Mundhöhle ist zylindrisch und lang. Der Ösophagus hat ein erweitertes Endstück (Bulbus). Die Ausscheidungspore ist groß und saugnapfartig. Der Schwanz ist bei Männchen hakenförmig gebogen. Probstmayria vivipara ist, wie es der Name bereits andeutet, vivipar (lebendgebärend). Die vom Weibchen abgegebenen Larven sind fast schon genausogroß wie die Adulten. Die Population verbleibt über Jahre im Dickdarm, gelegentlich werden Larven oder Adulte auch mit dem Kot ausgeschieden.